# Eupithecia minimaria
Eupithecia minimaria är en fjärilsart som beskrevs av Turati 1928. Eupithecia minimaria ingår i släktet Eupithecia och familjen mätare. Inga underarter finns listade i Catalogue of Life.